# Fabián Zapata
Fabián Aldemiro Zapata Carabali (ur. 28 maja 1981) – kolumbijski zapaśnik w stylu wolnym. Srebrny medalista na igrzyskach Ameryki Południowej w 2010 roku.